# Testakte
Die Testakte (englisch Test Act, „Probe-Gesetz“) war ein Gesetz, das das englische Parlament 1673 von Karl II. erzwang. Es schrieb für jeden staatlichen Beamten – zusätzlich zum Suprematseid (der die oberste Kirchengewalt der Krone betraf) – zwingend noch einen weiteren Eid vor, der schriftlich unterzeichnet werden musste. Mit diesem Testeid erklärte der Proband, die Transsubstantiationslehre, das heißt die katholische Lehre der Wandlung der eucharistischen Gestalten von Brot und Wein in den wahrhaftigen Leib und das Blut Christi, zu verwerfen. 
Die Testakte schloss somit bekennende Katholiken nicht nur von allen Staatsämtern, sondern auch von der Mitgliedschaft im Parlament aus. Das Gesetz von 1673 war Teil einer ganzen Reihe von ähnlichen Bestimmungen, die zusammenfassend als Test Acts bezeichnet werden, so schrieb etwa der Corporation Act von 1661 vor, dass jeder, der ein öffentliches Amt in der Regierung des Landes, einer Stadt oder einer Korporation annahm, innerhalb eines Jahres die Kommunion nach den Riten der anglikanischen Church of England empfangen musste. Dieses richtete sich vor allem gegen Katholiken, zudem gegen Presbyterianer und andere protestantische Dissenter, die die Riten und die Hierarchie der Anglikanischen Kirche ablehnten. Ein weiterer Test Act von 1678 führte diese Bestimmung auch für Mitglieder des House of Commons und des House of Lords ein. Mit dem Gesetz reagierte das Parlament auf die Konversion des Herzogs von York, Jakob, zur römisch-katholischen Kirche. Die anglikanischen Parlamentarier befürchteten, dass der Bruder und voraussichtliche Nachfolger des kinderlosen Königs die Rekatholisierung Englands und Schottlands in Angriff nehmen würde. Nach seiner Thronbesteigung im Jahr 1685 berief Jakob II. Katholiken in hohe Ämter. Dies trug entscheidend zum Widerstand gegen den neuen König bei, der 1688 in der Glorious Revolution gestürzt wurde. Für Dissenters hatte der Akt insofern keine Gültigkeit, als dass jährlich Gesetze erlassen wurden, die Ausnahmeregelungen vorsahen.
Erst der Sacramental Test Act 1828 hob Testakte und Testeid auf und der Catholic Relief Act vom 13. April 1829 sorgte für die vollständige bürgerliche Emanzipation der Katholiken. Jedoch waren noch bis 1871 an Universitäten Englands ähnliche Bestimmungen in Kraft, und bis ins 20. Jahrhundert blieben die Ämter des Lordkanzlers und des Lord Lieutenant of Ireland Katholiken versagt.